# PPD (företag)
PPD, Inc., tidigare Pharmaceutical Product Development, är ett amerikanskt multinationellt företag som verkar inom bioteknik och forskning rörande läkemedel. År 2020 hade företaget verksamheter i 46 länder världen över.

## Historik
Företaget grundades 1985 av Fred Eshelman som ett konsultföretag inom läkemedelsbranschen. År 1996 blev företaget ett publikt aktiebolag och börsnoterades på Nasdaq. År 2011 blev PPD uppköpta av riskkapitalbolagen Carlyle Group och Hellman & Friedman. Sex år senare blev även bland annat Abu Dhabi Investment Authority delägare i PPD. Bara två år senare blev PPD igen ett publikt aktiebolag.
Den 15 april 2021 meddelade Thermo Fisher Scientific att man hade för avsikt att köpa PPD för 17,4 miljarder amerikanska dollar. Affären slutfördes den 8 december 2021.